# Baptisteri de Bovalar
El Baptisteri de Bovalar és un baptisteri d'època visigoda recuperat de les cendres del jaciment de Bovalar. És un dels monuments d'època visigoda més importants per la seva singularitat i riquesa escultòrica i actualment forma part de la col·lecció del Museu de Lleida Diocesà i Comarcal.

## Localització
El Bovalar està situat al costat esquerre del riu Segre a uns dos quilòmetres de Seròs, territori que pertany administrativament a la província de Lleida. El jaciment està format per una basílica, una necròpoli, un vilatge, el baptisteri i l'església, de planta basilical.

## La basílica i el baptisteri
A la part nord del jaciment s'ha localitzat el temple, una construcció rectangular orientada sobre un eix central d'Est a Oest, amb tres naus i un atri baptismal on s'han trobat rellevants elements arquitectònics. El rectangle de la basílica consta de tres nivells, l'oriental amb un absis tripartit i el santuari a un mateix nivell, aproximadament a uns 60 centímetres del nivell superior a la part inferior de les naus. A la part exterior té unes dimensions de 25,80 metres de llarg i 12,10 metres d'ample.
La capçalera del temple es troba a l'extrem est de la basílica i està dividida en tres estances. L'absis central té una amplada de 4,6 metres i un fons de 3,20 metres, i estava separat de la resta del temple per un arc de triomf, del que se'n conserven algunes dovelles. L'absis lateral sud està comunicat amb la nau meridional a través d'una porta. El santuari està separat de l'absis central i de les naus per cancells. Hi havia un passadís central amb tres esglaons que servia d'accés des de la nau al santuari. A la zona central de la nau existien dos accessos laterals, per l'accés nord donava a una mena de pòrtic amb vista al riu i l'accés Sud donava a un pati o plaça.
El terreny on es troba el jaciment es erm i sense cultivar, fet que ha afavorit la conservació i l'excavació de les ruïnes. La seva excavació va començar l'agost del 1968 tot i que el seu descobriment no va ser fins a l'any 1943. Actualment es troba excavat totalment. Es creu que el temple de Bovalar va ser destruït per un incendi a principi del segle viii, quan van entrar els àrabs a Catalunya.
El baptisteri de planta quadrada i regular és l'únic en tot l'Estat que conserva un baldaquí, el qual suportava una cúpula, contenia sis columnes i un brocal. Estava ubicat a l'extrem oest del temple. Per la col·locació del brocal sembla que antigament en una primera fase hi havia una piscina la qual encara no disposava de brocal i contenia escales simètriques, en una segona fase sembla no haver-se utilitzat l'accés sud i en aquesta part es va construir una paret i es va reconstruir el sòl. A la tercera fase es va col·locar el brocal i el baldaquí.

## Restauracions
D'ençà del seu descobriment l'any 1968, el baptisteri ha experimentat tres reconstruccions. Les dues primeres es van fer amb una interpretació equivocada i molt agosarada de l'arquitectura, a partir d'uns pocs elements arquitectònics originals, menystenint la resta de fragments. La darrera restauració (feta l'any 2008), després dels estudis necessaris, es va centrar bàsicament en l'eliminació i el sanejament de tots els materials contemporanis afegits, per permetre interpretar adequadament el conjunt.

## Sepultures
En tota la zona on hi ha el baptisteri s'han trobat diverses sepultures d'època visigòtica i materials que procedien de tombes romanes anteriors, moltes de les sepultures actualment estan en procés d'estudi.
A la cambra baptismal s'han trobat restes de tres sarcòfags. Un d'aquests era de pedra calcària marmòria molt fina, per bé que només en queda la base; mentre que un altre ha estat trobat complet i conté uns curiosos signes encara per desxifrar.
A la sagristia lateral sud van trobar dos enterraments d'adults i dos d'infants dins un sarcòfag. La tomba que estava situada a l'extrem sud-est de la nau és de grans dimensions i contenia un sarcòfag amb forma de trapezi amb cinc cadàvers d'adults a l'interior.
En algunes de les tombes s'han trobat trossos de fusta, claus de ferro i restes de teixit sudari. També s'han trobat restes de gravats de creus romanes d'Orient. No totes les tombes estan construïdes amb un sarcòfag de pedra, també n'hi han construïdes amb pedres formant una cista, amb tègula, cista de lloses de pedra sense tallar i de diverses orientacions i profunditats, tant dintre de la zona del baptisteri com a les seves proximitats.

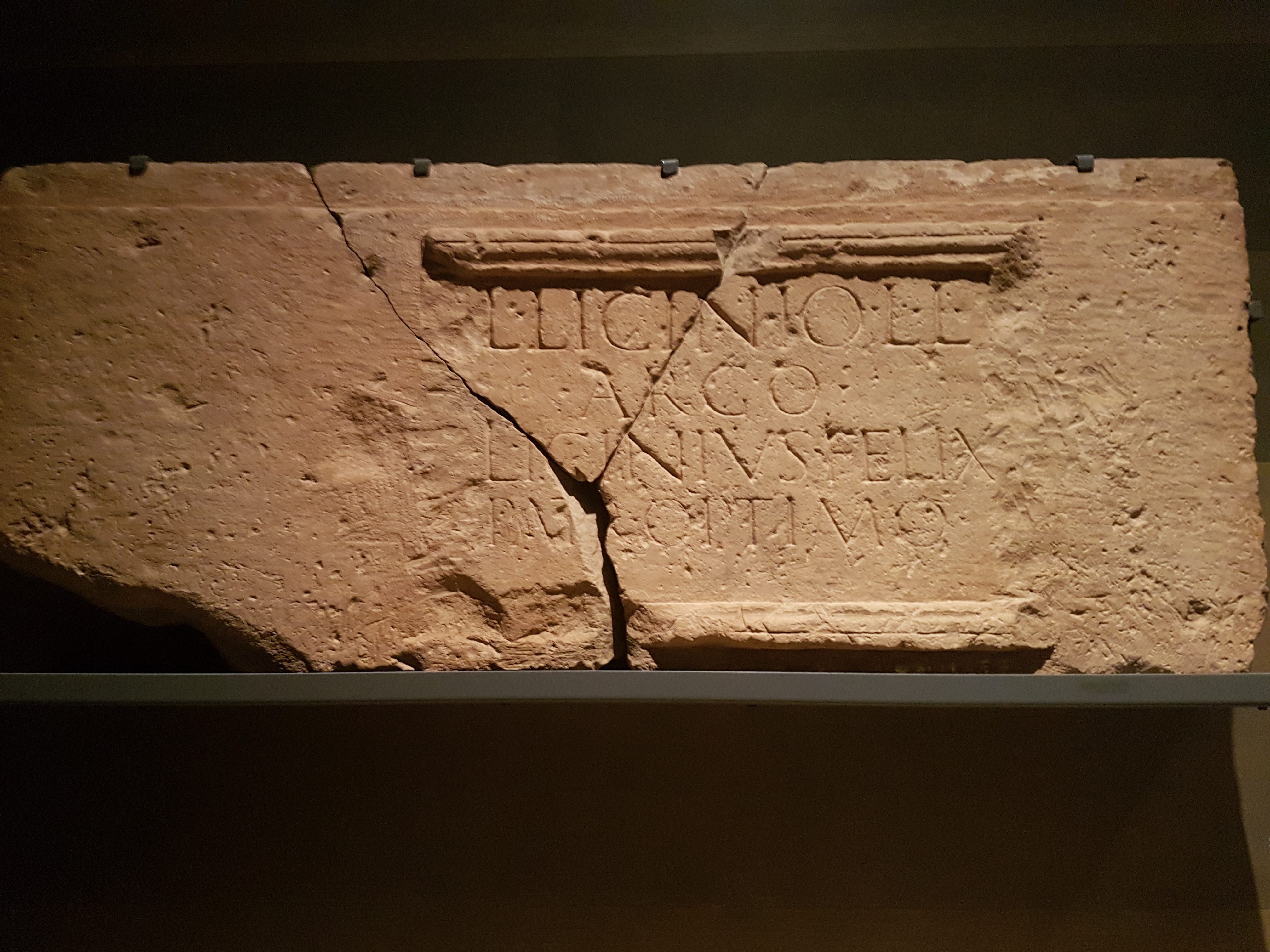
Làpida de la basílica de Bovalar

## Troballes mobiliàries
Durant el transcurs de l'excavació arqueològica, es van trobant diversos materials, entre els quals destaca el bronze litúrgic. A l'any 1979 les restes de Bovalar van ser declarades monument històric i artístic, i actualment es poden veure pedres i lloses en forma de sepulcre. Al Museu de Lleida es pot veure el baptisteri i elements que el constituïen.
- Objectes lítics: Trobats a tota l'àrea del temple i voltants.
- Ceràmica: A la superfície del jaciment es van recollir fragments de sigil·lata clara i sigil·lata indígena. Les peces de ceràmica més abundants són les tègules planes.
- Ferros: Troballes abundants durant el transcurs d'excavació.
- Monedes: No s'ha trobat cap moneda en tot el curs d'excavació.
- Vidres: A la zona de l'absis central i el santuari s'ha trobat un conjunt de fragments de copes de vidre, que contenen un peu de vidre recte o salomònic.[2]

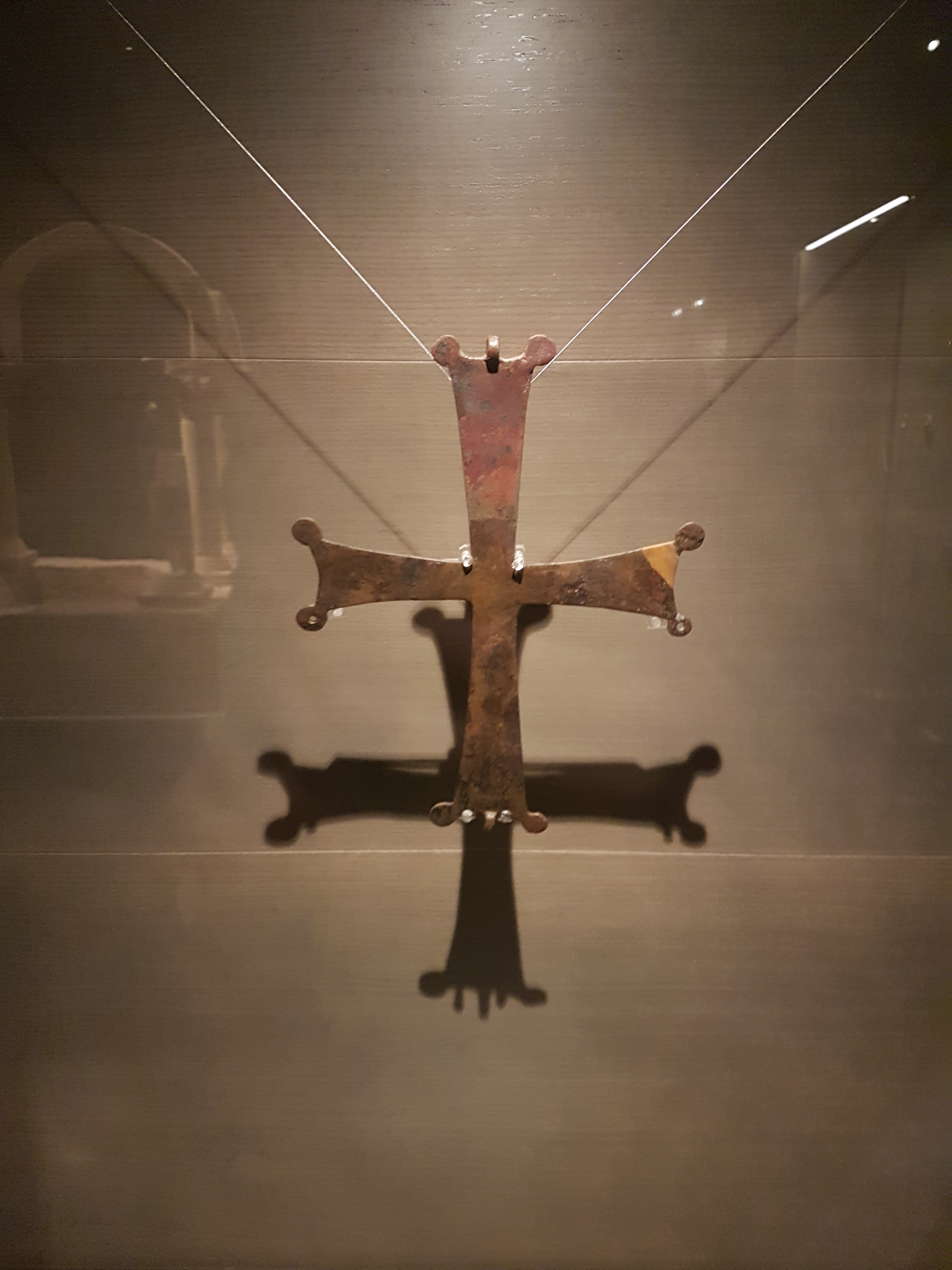
Creu de bronze Bovalar

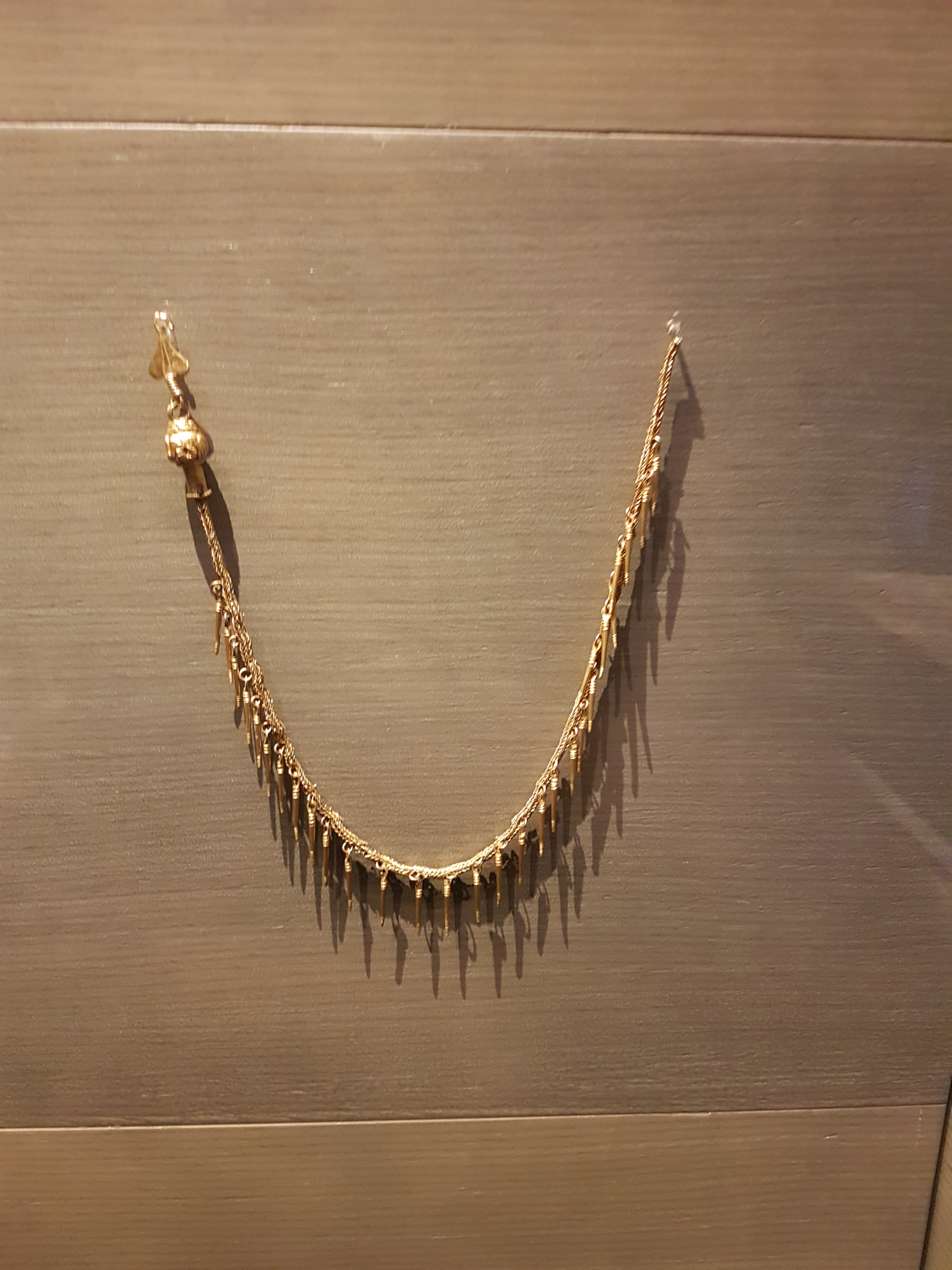
Collar d'or de la reina mora